# Cladodactyla crocea
Cladodactyla crocea is een zeekomkommer uit de familie Cucumariidae.
De wetenschappelijke naam van de soort werd in 1830 gepubliceerd door René-Primevère Lesson.